# دومينيك هينريتش
دومينيك هينريتش (بالألمانية: Dominique Heinrich)‏ هو لاعب هوكي الجليد نمساوي، ولد في 31 يوليو 1990 في فيينا في النمسا.

## وصلات خارجية
- دومينيك هينريتش على موقع EliteProspects.com (الإنجليزية)
- دومينيك هينريتش على موقع HockeyDB.com (الإنجليزية)